# كوني سيمونز
كوني سيمونز (بالإنجليزية: Connie Simmons)‏ مواليد 15 مارس 1925 في نيوآرك - الوفاة 15 أبريل 1989، كان لاعب كرة سلة أمريكي. بدأ مسيرته الاحترافية في سنة 1946. بلغ طوله 6 قدم 8 بوصة (2.0 م). اعتزل اللعب في 1956. فاز بلقب دوري إن بي إيه.

## المسيرة الاحترافية
لعب مع بوسطن سيلتكس من سنة 1946 إلى 1948، ثم لعب مع بالتيمور باليتس من سنة 1948 إلى 1948، ثم لعب مع نيويورك نيكس من سنة 1949 إلى 1954، ثم لعب مع فيلادلفيا سفنتي سيكسرز في موسم 1954–1955، ثم لعب مع سكرامنتو كينغز في موسم 1955–56 .

## روابط خارجية
- كوني سيمونز على موقع إن بي أي (الإنجليزية)
- كوني سيمونز على موقع سبورتس رفرنس (الإنجليزية)
- كوني سيمونز على موقع ريلجم (الإنجليزية)
- كوني سيمونز على موقع بروبوليرز (الإنجليزية)